# Баритолампрофиллит
Баритолампрофилли́т — минерал, бариевый член группы лампрофиллита, с котором образует полный ряд твёрдых растворов. Относится к титаносиликатным слюдам.

## Свойства
Твёрдость 2—3. Плотность 3,64 г/см3. Сингония моноклинная. Блеск стеклянный. Радиоактивность — 40,33 GRapi.
При нагревании инконгруэнтно плавится при несколько меньшей температуре, чем лампрофиллит.

## Происхождение названия
По своему составу и близости по составу к лампрофиллиту.